# Poliglota antwerpska

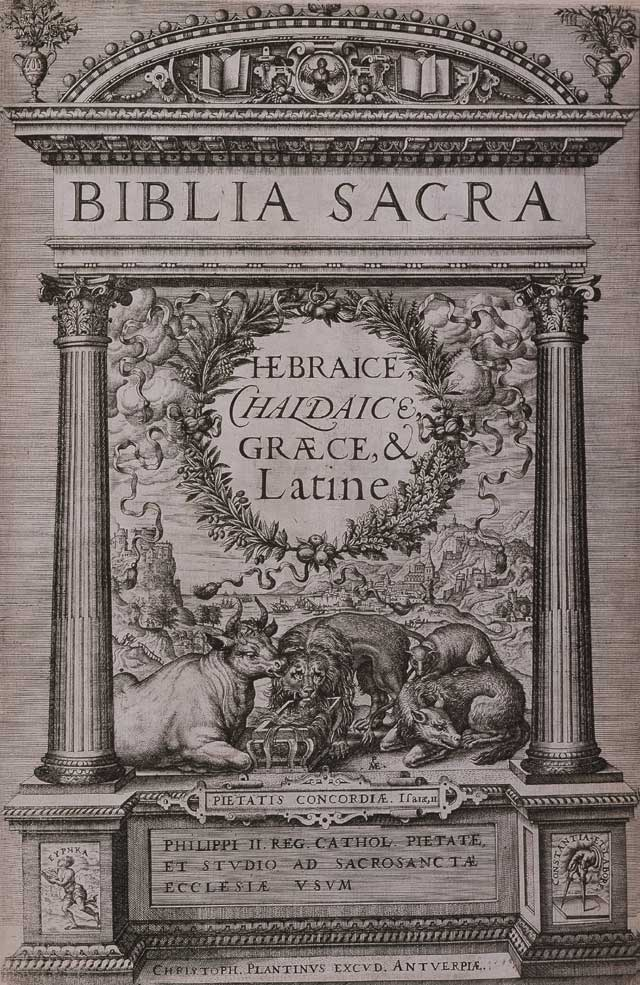
Strona tytułowa Poligloty antwerpskiej

Poliglota antwerpska (także Biblia Regia lub Poliglota Plantiniana) – poliglota wydana w ośmiu tomach przez Plantina pod kierownictwem Benoisa Ariasa Montanusa w latach 1568–1572, na zamówienie Filipa II, króla Hiszpanii (stąd nazywa się także ją Biblia Regia lub Poliglota Plantiniana). Biblia ta nosiła tytuł: Biblia sacra hebraice chaldaice, graece et latine, Philippi II regis catholici pietate et studio ad sacrosanctae Ecclesiae usum.

## Opis
Poliglota ta wzorowała się na Poliglocie kompluteńskiej, opracowanej pod kierunkiem kardynała Francisco Jiméneza de Cisnerosa, wydrukowanej w Alcalá de Henares (łac. Complutum) w Hiszpanii w latach 1514–1517 w sześciu tomach. Miała też uzupełnić niewielką liczbę egzemplarzy edycji z Alcalá, których spora część uległa zniszczeniu w trakcie zatopienia statku przewożącego księgi do Italii.
Ponieważ przedsięwzięcie było finansowane przez Filipa II, król na czele zespołu edytorskiego postawił Benito Ariasa Montanusa, który zebrał zespół edytorski ok. 20 wybitnych filologów XVI-wiecznej biblistyki. W zespole tym znaleźli się m.in. Guillaume Postel (1510–1581), Franciszek Raphelengius (1539–1597) oraz Andreas Masius (1515?–1573).
Poliglota antwerpska składa się z ośmiu tomów. Zawiera teksty Starego Testamentu podane w języku hebrajskim, aramejskim, greckim i łacińskim. Nowy Testament w języku greckim, łacińskim, syryjskim, oraz nowe tłumaczenie Starego i Nowego Testamentu Santesa Pagnino. Oprócz tekstów, które znalazły się w Poliglocie kompluteńskiej dodano tekst syryjskiej Peszitty wraz z łacińskim przekładem. Dołożono również tekst Targumu do całości Starego Testamentu oraz zmieniono układ strony. Grecki tekst Nowego Testamentu w Poliglocie antwerpskiej pochodzi z czwartego wydania Erazma z Rotterdamu.
Poliglota Antwerpska posiada też znacznie poszerzone dodatki. Tom szósty to gramatyka i leksykony językowe: hebrajskiego, aramejskiego, syryjskiego i greckiego. Tom siódmy zawiera międzywierszowe tłumaczenie hebrajskiego i greckiego tekstu Biblii wykonane przez Santesa Pagnino wraz z tekstem Wulgaty. Tom ósmy zawierał dodatkowe informacje dotyczące historii tekstu, środowiska biblijnego oraz komentarze teologiczne. Realizacja Biblii trwała cztery lata. Odbito 1200 egzemplarzy oraz 13 na pergaminie dla króla. Cena jednego nieoprawionego egzemplarza wynosiła 70 guldenów co było sporą kwotą gdyż w ciągu roku przeciętna rodzina zarabiała 50 guldenów.
Każdy tom posiada kartę tytułową, wykonaną w miedziorycie przez najwybitniejszych rytowników antwerpskich: J. i H. Wierixa, P. Huysa, Ph. Galla i P. Verheidena. Tom pierwszy zawiera frontyspis i trzy ryciny Verheydena, tom trzeci drzeworytowy frontyspis G. van Kampena, tom czwarty drzeworyty Wierixów. Karta tytułowa nawiązuje do Iz 65,25 a przedstawia cztery zwierzęta lwa, byka, wilka i jagnię wspólnie posilające się z jednego koryta.

## Krytyka tekstu
Biblia ta została zaaprobowana przez papieża Grzegorza XIII, lecz praca Ariasa Montanusa spotkała się z surową krytyką, między innymi dlatego, że wyżej cenił on oryginalny tekst hebrajski niż łacińską Wulgatę. Głównym krytykiem Montanusa był hiszpański profesor orientalistyki i teolog z Salamanki León de Castro, uznający Wulgatę za ostateczny autorytet. Jednakże inkwizycja hiszpańska oczyściła Montanusa z wszelkich podejrzeń o herezję.